# 周同善
周同善（1916年—2006年9月4日），四川成都人，中华人民共和国政治人物。

## 生平
中国银行渝行行长周宜甫之孙。1939年毕业于光华大学成都分部。1939年至1941年，任重庆德丰企业公司会计股股长。1942年至1949年，任永成银行总稽核，正则会计事务所会计师。中华人民共和国成立后，1950年后，任重庆大学、重庆财经学院、西南税务学校教授。1951年参加中国民主建国会。1953年至1957年，任重庆市工商联常委、副处长，民建重庆市委会委员、民建四川省工委委员、工商处处长。1957年后，任民建中央工商处副处长、调研部副部长，民建中央委员，第四、五届中央常委、执行局委员。是政协第五、六届全国委员会委员，第七届全国委员会常务委员。2006年9月4日在北京逝世，享年89岁。